# Contrato de suministro (España)
El contrato de suministro es un tipo de contrato relativo al régimen de contratación del sector público en España. Su regulación esencial está contenida en la Ley 30/2007, de 30 de octubre, de Contratos del Sector Público.
Mediante los contratos de suministro, el sector público pretende la adquisición, arrendamiento financiero y el arrendamiento, con y sin opción a compra, de productos y bienes muebles.
De igual manera, la Ley de Contratos del Sector Público hace mención expresa a tres supuestos específicos. En primer lugar, la eventual adquisición de una pluralidad de bienes de forma sucesiva y por precio unitario sin que la cuantía total se defina con exactitud al tiempo de celebrar el contrato, por estar subordinadas las entregas a las necesidades del adquirente.
También se incluye en la figura la adquisición o arrendamiento de equipos de telecomunicaciones o para el tratamiento de la información, así como la cesión del derecho de uso de los programas informáticos. No obstante, se excluye del ámbito del contrato de suministro el desarrollo de programas informáticos a medida, que tendrán la consideración de contrato de servicios.
Para acabar, la Ley de contratos sitúa al contrato de fabricación, por el que el contratista ha de elaborar un determinado producto según las instrucciones de la Administración, dentro del ámbito del contrato de suministro.

## Procedimiento
La Ley de Contratación del Sector Público no menciona especialidades procedimentales relativas a la preparación y adjudicación de los contratos de suministros, por lo que se estará al régimen general de la contratación del sector público. No obstante, la Ley sí que menciona ciertas particularidades relativas a la ejecución, cumplimiento y resolución del contrato de suministro.

### Ejecución
Respecto a la ejecución, se regula la entrega y aceptación de los bienes objeto de suministro, de manera que el contratista estará obligado a entregar la cosa en el tiempo y lugar que el contrato determine, ajustándose a las características configuradas por los pliegos de cláusulas administrativas y prescripciones técnicas.
También se detalla la carga del riesgo por la pérdida de los suministros, de manera que el contratista la asumirá cuando aún no haya realizado la entrega, a menos que la Administración hubiera incurrido en mora. En el supuesto de que la entrega y el acto formal de recepción se produjeran en momentos distintos (según dicten los pliegos), la Administración cargará con el riesgo de pérdida durante el periodo que discurra entre ambos actos. Finalmente, para el supuesto de productos perecederos, una vez que se produce la recepción por parte de la Administración, ésta será responsable de su gestión, uso y caducidad, sin perjuicio de la responsabilidad del contratista por vicios ocultos.

### Cumplimiento
Sobre el cumplimiento del contrato, la Ley establece diversas peculiaridades sobre los gastos de entrega, la recepción, y muy especialmente, el periodo de garantía en el que responderá el contratista.
Sobre los gastos de entrega, hay que destacar que correrán de cuenta del contratista, salvo que los pliegos contractuales expresamente señalen lo contrario. También se plantea la posibilidad de que al recibir la entrega, la Administración estime que no se ajusta a las condiciones del contrato, pudiendo exigir la subsanación de los defectos del suministro, o su reemplazo por suministros nuevos.
También queda configurado el régimen jurídico del periodo de garantía de los suministros. De esta manera, mientras no se cumpla el plazo de garantía, la Administración podrá exigir la reparación o sustitución de los suministros, e incluso rechazarlos, produciéndose una restitución de las prestaciones contractuales. En todo caso, una vez expirado el plazo de garantía, el contratista dejará de ser responsable de los bienes suministrados.

### Resolución
La Ley hace una remisión a los supuestos generales de resolución del régimen de contratación del sector público, añadiendo además las siguientes causas imputables a la Administración:
- Suspensión de la iniciación del suministro durante más de seis meses.
- Desistimiento.
- Suspensión del suministro durante más de un año.
- Modificaciones contractuales que en conjunto superen el 20% de la cuantía del contrato.
- Modificaciones contractuales que alteren sustancialmente la prestación original.

Los efectos de la resolución pasan en primer lugar por la restitución de las respectivas prestaciones, de manera que el contratista deberá devolver los pagos realizados, y la Administración restituir los bienes recibidos (o cuando esto último no fuera conveniente, abonar su precio).
Finalmente, se fijan unas indemnizaciones a favor del contratista por la resolución imputable a la Administración, que consistirán en un determinado porcentaje sobre la cuantía del contrato. De esta manera, la resolución por suspensión de la iniciación supondrá una indemnización del 3%, mientras que en los supuestos de desistimiento o suspensión del suministro, supondrá un 6% sobre las entregas que se dejan de realizar.